# Vor den Toren von Loyang
Vor den Toren von Loyang ist ein Brettspiel von Uwe Rosenberg für einen bis vier Spieler. Die deutschsprachige Ausgabe ist im Oktober 2009 beim Verlag Hall Games erschienen. Es spielt im nördlichen China vor 2000 Jahren. Die Spieler sind Landwirte, die auf ihren Feldern Weizen, Kürbisse, Rüben, Chinakohl, Bohnen und Lauch anbauen. Mit ihrer Ernte treiben die Spieler Handel. Sie kaufen und verkaufen Waren im Dorfladen und beliefern Stamm- und Laufkunden. Unterschiedliche Helfer stehen ihnen dabei zur Seite. Der Erfolg wird am Wohlstandspfad bemessen. Wer am weitesten vorne ist, gewinnt.

## Ähnlichkeiten zu anderen Spielen
Vor den Toren von Loyang ist im April 2005 erfunden worden. Da es sich als direkter Vorläufer von Agricola versteht, ist eine Ähnlichkeit zu Rosenbergs Erfolgsspiel nicht zu leugnen. Der Erntemechanismus in Agricola ist eine Vereinfachung des Erntemechanismus in Loyang. Der Erntemechanismus in Loyang wiederum wurde inspiriert durch das niederländische Spiel Antiquity aus dem Jahre 2004 (Verlag: Splotter Spellen). 
| Spielmaterial Vor den Toren von Loyang |
| --- |
| - 4 Spielpläne - 14 Zufriedenheitsmarken - 38 Münzen - 48 Holzteile „Weizen“ - 46 Holzteile „Kürbisse“ - 44 Holzteile „Rüben“ - 36 Holzteile „Chinakohl“ - 32 Holzteile „Bohnen“ - 25 Holzteile „Lauch“ - 4 Wertungssteine - 2 Startspielersteine - 4 Karten „Lager/Karren“ - 6 Karten „Kredit“ - 4 Übersichtskarten - 36 private Felder - 6 allgemeine Felder - 14 Marktstände - 14 Stammkunden - 14 Laufkunden - 22 Helfer - 1 zwölfseitige Spielregel |

## Die Rosenberg-Reihe
„Vor den Toren von Loyang“ ist in der Reihenfolge der Veröffentlichungen das dritte Spiel in Rosenbergs Erntetrilogie. Erfunden wurde es allerdings als erstes. Wie bei Agricola und Le Havre beruht es auf der Vermehrung landwirtschaftlicher Produkte. 
Bevor sich Rosenberg ab Herbst 2005 ausschließlich Worker-Placement- und Anhäufungsspielen widmete, war „Vor den Toren von Loyang“ das vorerst letzte reine Wirtschaftsspiel, das er erfunden hat. Da es erst 2009 erschienen ist, ragt es aus der Reihe seiner Veröffentlichungen in jüngerer Zeit heraus. 